# Pilea laciniata
Pilea laciniata är en nässelväxtart som beskrevs av Ignatz Urban. Pilea laciniata ingår i släktet pileor, och familjen nässelväxter. Inga underarter finns listade i Catalogue of Life.